# Cocrouchis
Cocrouchis es el cuarto álbum de Los Tipitos. Grabado durante el mes de marzo de 1999 en Estudio Arte. El disco tiene como un aspecto muy notable, el cambio de estilo con respecto a sus anteriores álbumes, cambiando la esencia que se podía sentir con sus pasados trabajos. 
Del disco se desprende el sencillo «Basta para mí», que cuenta con un videoclip de la banda tocando la canción en variados lugares y mostrándose otras grabaciones. 
También destacan otras canciones como «El Poli», la cual habla sobre el día a día de los policías, viéndolo desde un punto de vista más crítico. «Existen» habla de la banda en sí. También cabe destacar el Bonus Track o «Track Fantasma», que es simplemente un Silencio prolongado por varios minutos. 

## Lista de canciones
| Cocrouchis |                              |                                        |          |  |
| N.º        | Título                       | Escritor(es)                           | Duración |  |
| 1.         | «De otras mutaciones»        | R. Ruffino · F. Bugallo                | 0:49     |  |
| 2.         | «Basta para mí»              | W. Piancioli                           | 3:43     |  |
| 3.         | «Eso que hiciste conmigo»    | R. Ruffino                             | 2:32     |  |
| 4.         | «20 C.»                      | W. Piancioli                           | 2:24     |  |
| 5.         | «Una casa tres olivos»       | R. Ruffino                             | 3:33     |  |
| 6.         | «Canción cósmica»            | R. Ruffino                             | 3:20     |  |
| 7.         | «Nena:» (con Juan Vanrell)   | R. Ruffino                             | 3:50     |  |
| 8.         | «El pasillo mágico»          | R. Ruffino                             | 3:12     |  |
| 9.         | «Montiel 134»                | W. Piancioli                           | 3:15     |  |
| 10.        | «El poli»                    | R. Ruffino                             | 3:50     |  |
| 11.        | «Existen» (con Juan Vanrell) | W. Piancioli · R. Ruffino              | 3:11     |  |
| 12.        | «Cocrouchis»                 | W. Piancioli · R. Ruffino · F. Bugallo | 5:20     |  |
| 13.        | «Bonus Track»                |                                        | 0:52     |  |
| 39:51      |                              |                                        |          |  |

## Músicos

#### Los Tipitos
- Walter Piancioli: Piano, teclados, guitarras, melódica, pandereta, voz y coros.
- Raúl Ruffino: Guitarras eléctricas, acústicas y criolla, voz y coros.
- Federico Bugallo: Bajos acústico y eléctrico, armónica y coros.
- Pablo Tévez: Batería, pandereta, coros y solo de guitarra en «20 C.».

#### Invitados
- Carlos García López: Guitarra en «Cocrouchis».
- Edelmiro Molinari: Guitarra en «Nena:».
- Juan Vanrell: Voz en «Nena:» y «Existen».

## Créditos
- Técnico de Grabación y Mezcla: Juan Vanrell.
- Producción Ejecutiva: Walter Piancioli.
- Idea y Producción Artística: Los Tipitos.
- Asesor Ejecutivo: Amancio Alcorta.
- Arte y Diseño: Gisela Dionisi.
- Fotos: Gisela Dionisi y Tonga.
- Asistente Fotográfico: Tonga.